# Діодор Тарський
Діодор Тарський (грец. Διόδωρος ο Ταρσεύς; близько 320, Антіохія — бл. 394, Тарс) — видатний представник антіохійської школи екзегези і богослов'я, він був одним з тих, який стояв біля її витоків. Діодор був також антіохійським пресвітером, а з 378 року — єпископом в місті Тарс, у Кілікії. Шанується як святитель в Ассирійській церкві Сходу. Також відомий як Діодор з Тарсу.

## Біографія
В Антіохії, що була батьківщиною назви «християни» і мала за собою світлу і живу традицію від апостольських часів, зародилася окрема богословська школа. Вони утворилась як на полі екзегези, так і на полі догматики, протилежної олександрійській школі. На початках антіохійська школа була передусім екзегетичною школою, яка на відміну від олександрійської дотримувалася букви тексту і тлумачила Святе Письмо в історично-граматичному контексті. Найвизначнішими представниками цієї школи за час її розквіту були Діодор- єпископ Тарсу, Іван Золотоустий, Теодор — єпископ Мопсвестії, Теодеорет — єпископ Кирос, Несторій і Ісидор Пелюсіот.
Дідор народився в Антіохії у визначній антіохійській родині, класичну освіту отримав в Афінах, а згодом церковну — під проводом Евсевія Емеського. Після студій в Антіохії і в Атенах він заснував в родинному місті монастир, у якому Іван Золотоустий та Теодор з Мопсвестії були його учнями. Учень Діодора Йоан Златоустий так свідчить про нього: «він проводив апостольське життя, в молитві і в служінні слову…це була мова яка текла медом і молоком».
З монастирського затишку, де він займався аскезою і наукою, відкликав його заколот, що утворився у антіохійській церкві після Нікейського собору. Це спонукало Діодора до діяльної праці. Він і Флавіян — пізніший антіохійський єпископ, що не займався літературної працею, — були духовними провідниками поміркованої правовірної частини антіохійської громади протягом 16 років, доки єпископом став Мелетій. Хоча тоді вони обидва були ще монахами, без будь-яких свячень.
Початок церковно-суспільної діяльності Діодора пов'язаний з перебуванням в Антіохії у 362—363 рр. імператора Юліана Відступника. В цей час на сході імперії розквітало язичництво, неортодоксальні секти та юдейська антихристиянська полеміка. Юліан називав Ісуса Христа «новим галилейським богом», висміював, коли Діву Марію називали Богородицею, що Ісус досконала людина. Схожими були звинувачення юдеїв. Діодор захищав віру Церкви, наголошуючи на тому, що Христос є досконалою людиною, який перебуває в єдності Богом-Словом. Найбільш гостро Діодор полемізував з послідовниками Аполінарія Лаодікійського, відстоюючи досконалу Божу природу Христа. Діодор був своєрідним «стовпом» православ'я в Антіохії.
Юліан Відступник у листі до Фотина пише про Діодора так: «бистрим оборонцем мужицької релігії, що мистецтвом і наукою Атен вишколив проти небесних богів свій гострий язик, та своєю духовною постаттю, запалими лицями і зморшками, поораним лицем унагляднює знаки справедливою помсти олімпійців».
Мелетій висвятив Діодора на пресвітера близько 363 року. Під час аріанських гонінь імператора Валентина (364—378 рр.) Діодор з єпископом Мелетієм тікали в Вірменію, де познайомилися з Василієм Великим, який здійснив на Діодора вагомий вплив.
По поверненні з вигнання Діодора було обрано на єпископа Тарсу і Кілікії. 381 року Діодор був учасником Другого вселенського собору в м. Константинополь. А імператор Феодосій навів його у своєму декреті поміж тими єпископами, з якими тримати варто зв'язок — означає бути правовірним. Зразком правовірності Діодор залишився в очах своїх сучасників аж до смерті.

## Христологія
Ця надзвичайна слава, якою Діодор справедливо втішався за свого життя, здалася підозрілою уже за 50 років після його смерті. Після виступу Несторія і викликаних після цього суперечок, почали в особі Діодора добачати предтечу несторіанської єресі. Діодор був першим, кому довелось поборювати христологічні помилки Аполлінарія і боронити цінності людської природи Ісуса Христа. У своїх листах він іноді надто часто підкреслював людську сторону воплочення Христа, ще не маючи готової христологічної термінології. Він вживав неясні вислови про воплочення Христа. Однак, він мав добрі наміри і хотів бути правовірним. Він розділив особи природи Христа так, що поза ними виходили, дві особи. Христологічному навчанню Діодора сьогодні не можемо остаточно вірити, бо до нас не дійшли всі його листи. Однак з тих, що дійшли до наших днів дізнаємося, що він відрізняв Сина Божого від Сина Давида. Такі погляди Діодора поборювали Аполлінарій, Григорій Ніський, Кирило Александрійський, а пізніше Леонтій з Візантії. Кирило Олександрійський вперше доглянув у творах Діодора несторіанські помилки. Після чого два собори — Царгородський (499) і Антіохійський (508) засудили Діодора. П'ятий вселенський собор в Царгороді (553), осуджуючи «три глави», пощадив Діодора.

## Твори
Діодор залишив коментарі практично до всіх книг Біблії, але багато було втрачено через його звинувачення в єресі. Однак в збірниках патристичних тлумачень збереглося немало цитат з його коментарів. Діодор дотримувався історико-граматичного методу, характерного для антіохійської школи, відкидав алегоричний підхід, надаючи перевагу спостереженню: розгляд біблійних сюжетів і образів в їх взаємозв'язку для нього є прийнятним, а їх переосмислення в поза біблійному контексті — не допускалося.
Свіда, візантійський автор лексикону з Х ст., несторіянин Єбед Єзу, Ієронім, Теодорет і Фотій подають цілі каталоги писем Діодорових, включно зі світськими листами з обсягу природничих наук і філософії. Релігійні листи Діодора екзегетичного, апологетичного, полемічного і догматичного характеру пропали практично безслідно.
Діодор написав коментарі на Старий Заповіт і майже на весь Новий Заповіт. Із цього залишились тільки схоліони в пізніших катенах і коментар до книги Псалмів. Передмова до 118 псалма є досить широкою розвідкою про різницю між алегорією і теорією. Ймовірно, це той самий твір Діодора, який Свіда подає під заголовком «Яка є різниця між теорією і алегорією?» або ж витяг із цього твору. При недостачі самих коментарів ця розвідка дає нам змогу пізнати екзегетичну методу антіохійської школи, впроваджену або щонайменше розвинену Діодором. Алегорією він вважає вільне, навіть самовільне, тлумачення Святого Письма, при якому згадується буквальне значення тексту. А не вигадують ідеальний сенс, який міг би бути прихованим тексті. Натомість теорія бере звичайно за основу букву тексту і шукає дійсного змісту. В історичних старозавітних оповіданнях — про образний зміст, в пророчих місцях — пророцтво подій і предметів, в дидактичних місцях — етичних висновків.
Апологетичні твори: Проти Платона та інших грецьких філософів, Проти Порфірія, Проти євреїв. 
Полемічні твори: Проти маніхеїв, Проти монархіян, Проти аполінаристів, можливо, Проти Маркоіна.
Догматичні твори Діодора: Про Тройцю, Про воплчення, Про Святого Духа, Про провидіння, Про воскресіння мертвих.
Нам знані лише заголовки або дрібні уривки. Дещо більше відомо про його твір Проти астрологічного фаталізму, лише з оцінки, яку на цей твір дає Фотій у своєму Тисячекнижжю.